# سليمان العامر
 الشيخ سليمان بن عامر العامر داعية ومفتي إسلامي ولد عام 1351هـ في بلدة الروضة التي تقع 80 كم جنوب مدينه حائل في المملكة العربية السعودية 

## أسمه
الشيخ سليمان بن عامر بن محمد بن عامر بن محمد بن عمران الحسيني

## مولده ونشأته
ولد الشيخ سليمان في مدينة الروضة سنه 1351هـ التي تقع 80 كم جنوب مدينه حائل، تعد مدينه زراعيه غنيه بمزارع التمور والرمان وغيرها، ولذا سميت بـ(روضة رمان)، وقد كانت وفيرة المياه، طيبه العيش، قليله السكان هادئه وادعه ساكنه وقد نشأ وترعرع في هذه المدينة في كنف والده الشيخ عامر وعمه عبدالمحسن بن محمد بن عامر.

## أنتقال الشيخ سليمان من الروضة إلى حائل
ارتحل الشيخ سليمان بعد أن اقنع والده الذي مانع انتقاله للدراسه في مدينة حائل لحاجته اليه في العمل في بداية الأمر، إلا أن حب الشيخ سليمان للعلم وشغفه به والتطلع إلى معالي الامور وجعله يصر على الرحيل إلى مدينة حائل والالتحاق بالمعهد العلمي في حائل أكمل الدراسة الشيخ سليمان العامر في المعهد العلمي ثم التحق بكلية الشريعة بالرياض سنة 1386هـ ودرس فيها سنتين، وأكمل ماتبقى ماتبقى من سنواتها انتسابا ثم رجع الشيخ إلى حائل وواصل دراسته العليا فالتحق في المعهد العالي للدعوة الإسلامية ونال درجة الماجستير.

## جمعية تحفيظ القرآن وجهود الشيخ فيها
لقد كان الشيخ سليمان حريصا على حلقات تحفيظ القرآن الكريم، متفانيا في العمل على إيجادها في مدينه حائل، ولذا حرص على افتتاح جمعية تحفيظ القرآن الكريم بالتعاون مع عدد من المشايخ وعلى رأسهم الشيخ عيسى بن سعود آل علي، حيث افتتحت جمعبة تحفيظ القرآن في مدينة حائل عام 1400هـ.

## علاقة الشيخ بولاة الأمر
تميزت علاقة الشيخ بالأمراء وولاة الأمر لقيامها على المحبة والتناصح والعمل الدؤوب في التعاون على مافيه نفع الإسلام والمسلمين، وكانت هذه العلاقة قائمه من خلال المناصب التي عمل فيها الشيخ سليمان، فعمله في مركز الدعوة والأرشاد ثم رئاسة الهيئات، والجمعيات الخيرية في منطقة حائل، ولجنة اصلاح ذات البين، والمجلس البلدي، اتاح له الاحتكاك المباشر بالأمراء في منطقة حائل وأصبح الشيخ سليمان محل ثقه كل الأمراء الذين تعاقبوا على منطقة حائل حتى عهد الأمير سعود بن عبد المحسن آل سعود أمير منطقة حائل السابق.

## أعماله الخيرية
كان الشيخ سليمان لديه الكثير من الأعمال الخيرية التي تنفع بها الإسلام والمسلمين ومنها تحفيظ القرآن وحملات لأفطار الصائم وعمله في التوعية الإسلامية في الحج وفي مناطق المملكة وكان يساعد الكثير من المسلمين الدعوة إلى الإسلام وكان شخص ذو شهره ومحبه في منطقه حائل ومن عائلة معروفه في المنطقة ومن علمائها أيضا.

## وفاة الشيخ
كان يوم السبت الموافق 15/ 12 / 1421هـ خرج هو وسائقة الخاص بعد صلاة العصر إلى مزرعته، فكان القدر المحتوم في انتظاره، حيث تعرض إلى حادث على طريق حائل القصيم توفي فيه الشيخ على الفور ولحقه سائقه بعد أيام من وفاته وبعد فترة من وفاته أقيم ببناء مسجد باسمه في حي المطار في مدينة حائل.